# Ahl al-Bayt
Ahl al-Bayt (Arabisch: أهل البيت) is een Arabische term binnen de islam die vertaald kan worden met Mensen van het Huis of familie.
Ahl duidt op de leden van een huishouden van een man, inclusief zijn stamgenoten, verwanten, vrouw (of vrouwen), kinderen en al diegenen die eenzelfde achtergrond hebben als hij qua religie, huishouden, stad en land. Bayt verwijst naar een plek om te wonen of een huis, inclusief tenten en gebouwen. Ahl al-bayt van een persoon verwijst naar zijn familieleden en allen die in het huis wonen. De term wordt tweemaal in de Koran genoemd, zowel in soera Hud 73 als in soera De Partijscharen 33.
In soera Hud wordt de vrouw van Ibrahim bezocht door twee engelen die haar de geboorte van twee profeten aankondigen. Als zij daarop moet lachen, ze is immers al op leeftijd, antwoorden de engelen haar:
Verwondert gij u over de beschikking van God? De barmhartigheid Gods en Zijn zegeningen zijn over u, o lieden van het huis. Voorzeker, Hij is lofwaardig en roemvol.
In soera De Partijscharen 33 wordt een dergelijke uitdrukking eveneens gebruikt als gesproken wordt over de reinheid en de zuiverheid van de Mensen van het Huis van Mohammed. Sommige commentatoren gaan ervan uit dat dit op de vrouwen van Mohammed slaat. Omdat de vrouw van Ibrahim tot de Bewoners van het Huis werd gerekend na de aankondiging van de geboorte van twee profeten, is het mogelijk dat de titel in verband moet worden gebracht met het nageslacht en niet met het huwelijk. Ook de moeder van Musa wordt in soera De Vertelling gerekend tot de Mensen van het Huis, niet omdat zij de vrouw van Imraan is, maar omdat zij de moeder van Musa is.
In soera Hud 45-46 roept Nuh God aan en zegt dat zijn zoon familie is, maar God zegt hem dat zijn zoon het niet waardig is. Verdienstelijkheid is een criterium om deel uit te maken van de Mensen van het Huis.
De harem van Mohammed was een afspiegeling van de verschillende partijen binnen de oemma. Naast vertegenwoordigers van de meer aristocratische groep en de meer plebejische partij was er ook een derde partij, de Ahl al-Bayt, die leden waren van Mohammeds onmiddellijke familie en Fatima.

## Sjiieten
De hedendaagse sjiieten en alevieten gaan ervan uit dat naast Mohammed en Fatima enkel Ali, Hassan en Hoessein deel uitmaken van de Mensen van het Huis. Ander nageslacht of andere familieleden worden niet tot de Ahl al-bayt gerekend. Zij baseren zich op overleveringen van de metgezellen. Er bestaan verschillende opvattingen in de stromingen in de islam. Toch claimen de sjiitische en alevitische moslims dat zij vanuit soennitische bronnen kunnen bewijzen dat alleen Mohammed, Fatima, Ali, Hassan en Hoessein tot de Ahl al-Bayt behoren. Deze fitna na de dood van Oethman over de opvolging en de doodsoorzaak van Oethman bedreigde de eenheid van de jonge moslimgemeenschap.
De Nederlands-sjiitische jongerenorganisatie Ahlalbait vernoemde zich naar de Mensen van het Huis.
De organisatie is opgezet door vrijwilligers die zich in willen zetten voor de bestwil van de moslimjongeren in het algemeen. De Mensen van het Huis volgen zij in het bijzonder.